# Jean-Jacques Goblot
Pour les articles homonymes, voir Goblot.
Jean-Jacques Goblot, né à Lyon le 16 mars 1931 et mort à Mende le 6 août 2009, est un spécialiste de l'histoire littéraire et intellectuelle du XIXe siècle.

## Biographie
Jean-Jaques Goblot est le fils de François Goblot (21 octobre 1904, Caen, Calvados-6 août 1974, Lyon, Rhône), philosophe. Il est le neveu de Germaine Goblot (1893-1948) professeur d'allemand et spécialiste de l'Allemagne, une française qui au risque de sa vie cache chez elle des juifs durant la Seconde Guerre mondiale et le petit-fils d'Edmond Goblot (1858-1935),  philosophe et logicien, ami de jeunesse de Jean Jaurès et dreyfusard (Affaire Dreyfus).
Il entre à l'École normale supérieure en 1951. Agrégé de lettres en 1954, il est professeur de lycée à Mâcon, puis à Marseille (Lycée Saint-Charles). Nommé à l'Université de Lyon-II en 1969, il y effectue le reste de sa carrière, qu'il achève en 1991 en qualité de maître de conférences.
Il a acquis une solide réputation d'helléniste et d'angliciste grand connaisseur du marxisme anglais.
Membre du PCF depuis les années 1950, il s'en éloigne une vingtaine d'années plus tard tout en restant marxiste. Lucien Sève indique que Jean-Jacques Goblot a apporté une contribution essentielle à la réflexion sur la stalinisation du marxisme, notamment dans son livre Matérialisme historique et histoire des civilisations et à travers les articles qu'il a publiés dans la revue La Pensée.
Il a été secrétaire du SNESup à Lyon 2 pendant plusieurs années, durant lesquelles il joua un rôle pour faire retirer au négationniste Robert Faurisson la carte syndicale dont celui-ci se servait à fins de propagande.
Auteur d'une thèse qui a fait date sur le journal littéraire de la Restauration Le Globe, il préparait avant son décès la publication d'une pièce inédite de Charles de Rémusat sur la révolte d'Haïti et Toussaint Louverture.

## Publications
- Eschyle, Prométhée enchaîné, traduction nouvelle, introduction et notes par Jean-Jacques Goblot, collection Les classiques du peuple, Éditions Sociales, 1967
- Matérialisme historique et histoire des civilisations, avec Antoine Pelletier, Éditions Sociales, 1973
- Aux origines du socialisme français : Pierre Leroux et ses premiers écrits, Presses universitaires de Lyon, 1977
- Le Globe, 1824-1830, Documents pour servir à l’histoire de la presse littéraire, Honoré Champion, 1993
- La Jeune France libérale : Le Globe et son groupe littéraire, Plon, 1995
- Le droit au travail : passé, présent et avenir, collection Utopie critique, Syllepse, 2003
- Essais de critique marxiste. Histoire, esthétique, politique, La Dispute, 2011